# Lethe enima
Lethe enima är en fjärilsart som beskrevs av Hans Fruhstorfer 1911. Lethe enima ingår i släktet Lethe och familjen praktfjärilar. Inga underarter finns listade i Catalogue of Life.